# Mario Ranieri
Mario Ranieri (* 16. září 1980) je rakouský DJ a producent.
Vystupuje na velkých akcích jako Creamfields, Love Parade a jiných.
Svoji první gramodesku Elektr. Volksmusik vydal v roce 1999. Později vydal další nahrávky na gramofonových deskách i CD discích.
Rakouský DJ a producent Mario Ranieri se narodil v roce 1980. Jeho jméno je často skloňováno na diskuzních fórech českých webů a bývá díky svým těžkobijícím setům označován za obdobu Dje Rushe.
První zkušenosti s hudbou získával již v dětství, kdy mimo jiné hrával na klavír. Díky svému bratranci, který se o něj staral, se pomalu dostával také k elektronické hudbě. Začal experimentovat s hudbou na PC a po čase skládat své první technotracky. 
Po základní škole začal vydělávat a za našetřené peníze si koupil svůj první opravdový synthetizer a časem také další příslušenství do svého studia. Jeho práce se stává profesionálnější a produkuje vlastní tracky na svých labelech Schubfaktor a Schlagwerx.
Nyní patří mezi nejuznávanější rakouské producenty, produkuje inovativní desky s originálním zvukem nejen na svých labelech, ale např. u Clemense Neufelda, resp. na jeho labelu FON. 
Chcete slyšet opravdový techno „rushovský“ masakr v originálním provedení? Mario Ranieri vám ho předvede!